# 거제제일고등학교
거제제일고등학교(巨濟第一高等學校)는 대한민국 경상남도 거제시 거제면 서정리에 있는 공립 고등학교이다.

## 학교 연혁
- 1953년 4월 18일 : 거제 제일고등학교 개교(6학급)
- 1965년 12월 28일 : 거제수산고등학교로 교명 변경 및 학제 개편
- 1999년 3월 1일 : 거제해양과학고등학교로 교명 변경
- 2002년 3월 1일 : 거제제일고등학교로 교명 변경
- 2011년 4월 1일 : 교과부 자율형공립고 지정(2012.03.01부터 5년간 운영)
- 2016년 11월 3일 : 교과부 자율형공립고 지정(2017.03.01부터 5년간 운영)
- 2023년 2월 7일 : 제68회 졸업식(졸업생 259명, 누계 12,819명)
- 2023년 3월 1일 : 제29대 강민진 교장 부임

## 참고 자료
- 거제제일고등학교 - 한국교육학술정보원 학교알리미